# Všeobecné volby v Belgii 1921
Belgické všeobecné volby z roku 1921 se konaly 20. listopadu 1921. Vyhrála katolická strana, která sestavila vládu v čele s Georgesem Theunsem.

## Výsledky
| Politická strana | Politická strana | Sněmovna reprezentantů | Sněmovna reprezentantů | Sněmovna reprezentantů | Senát       | Senát     | Senát         |
| Politická strana | Politická strana | Počet hlasů            | Hlasy v %              | Počet mandátů          | Počet hlasů | Hlasy v % | Počet mandátů |
| ---------------- | ---------------- | ---------------------- | ---------------------- | ---------------------- | ----------- | --------- | ------------- |
|                  | Katolíci         | 768 080                | 39,76 %                | 70                     | 606 799     | 32,57 %   | 34            |
|                  | Socialisté       | 674 204                | 34,9 %                 | 68                     | 661 168     | 35,48 %   | 33            |
|                  | Liberálové       | 349 888                | 18,11 %                | 2                      | 362 187     | 19,44 %   | 18            |
|                  | Přední strana    | 54 941                 | 2,8 %                  | 4                      | –           | –         | –             |
|                  | ostatní          | 139 794                | 7,24 %                 | 42                     | 233 178     | 12,51 %   | 8             |
| Celkem           | Celkem           | 1 931 966              | 100 %                  | 186                    | 1 863 332   | 100 %     | 93            |